# Frankenburg am Hausruck
Frankenburg am Hausruck je městys v Horních Rakousích v okrese Vöcklabruck v Hausruckviertelu a má 4.947 obyvatel. Příslušným soudním okresem je Frankenmarkt.

## Geografie
Frankenburg am Hausruck leží v nadmořské výšce 519 m. Měří od severu na jich 10,6 km, od západu na východ 10,3 km. Celková plocha činí 48,5 km², 44,5 % plochy je zalesněno, 9,3 % je využíváno zemědělstvím.

### Části obce
Arbing, Au, Außerhörgersteig, Badstuben, Brunnhölzl, Diemröth, Dorf, Egg, Engern, Erdpries, Erlatwaid, Exlwöhr, Finkenröth, Fischeredt, am Hausruck (městys), Frein, Friedhalbing, Göblberg, Geldigen, Grünbergsiedlung, Halt, Haslach, Haslau, Hintersteining, Hoblschlag, Hofberg, Innerhörgersteig, Innerleiten, Kinast, Klanigen, Leitrachstätten, Lessigen, Loixigen, Marigen, Mauern, Mayrhof, Mitterriegl, Märzigen, Mühlstaudet, Niederriegl, Oberedt, Oberfeitzing, Oberhaselbach, Ottigen, Ottokönigen, Pehigen, Perschling, Point, Pramegg, Raitenberg, Redltal, Renigen, Schnöllhof, Schörgern, Seibrigen, Stöckert, Tiefenbach, Unterau, Unteredt, Unterfeitzing, Unterhaselbach, Vordersteining, Wiederhals, Zachleiten.

## Historie
Frankenburg byl od roku 16 n. l. součástí římské provincie Noricum. Kolem roku 600 se začala oblast v Hausrucku osídlovat Franky. V té době vznikl název Frankenburg. Oblast ležela ve východní části bavorského vévodství.
Od 12. století území patřilo k vévodství rakouskému. V roce 1490 je to knížectví "Rakousko pod Ennsí".
Během napoleonských válek bylo území několikrát obsazeno. Od roku 1918 patřila obec pod spolkovou zemi Horní Rakousko. Po připojení Rakouska k Německé říši od 13. března 1938 náležela obec pod župu Oberdonau. V roce 1945 obec patřila opět Hornímu Rakousku.

### Francká hra v kostky
V květnu 1625 v době třicetileté války – byl do Frankenburgu dosazen římskokatolický duchovní a došlo k ozbrojenému povstání měšťanů i sedláků. Tato rebelie byla však do tří dnů potlačena. Protože bavorský místodržící Adam hrabě von Herberstorff sliboval "milost", když vůdce povstání přijde bez zbraně a vojska na "Haushamerfeld". Tato "milost" však byla strašná; 36 mužů muselo v párech hrát v kostky o život. Polovina z nich našla smrt ničemou. Tento ukrutník byl v počátku selských válek v Horních Rakousích rolníky dopaden. Karl Itzinger popsal tuto historickou událost ve svém románu "Das Blutgericht am Haushamerfeld" (Hrdelní soud v Haushamerfeldu). Od roku 1925 jsou události "hry v kostky" připomínány 400 neherci v přírodních divadlech Evropy.

## Zámek Frein
Zámek Frein patřil původně klášteru Mattsee. Od roku 1370 vlastnil hrad mattseerský měšťan Chunrad Schedinger. Roku 1621 byl hrad Frankenburg prodán hraběti Khevenhülleru. Potom přešlo vlastnictví na Andrease Pausingera a dále až do roku 1849 na jeho potomky. Potom následovala rodina Schauppů. Od druhé světové války je majitelem zámku hrabě Limbeck von Lilienau.

## Vývoj počtu obyvatel
V roce 1991 měla obec 5.013 obyvatel. 2001 5.110. Koncem roku 2008 klesl počet obyvatel pod 5.000. V listopadu 2006 činil počet obyvatel již 5.190.

## Sport
- TSV Frankenburg
- ASKÖ Frankenburg
- Frankenburgerské hry v kostky
- Frankenburg
- d&h cyklistický tým
- Hasičská sportovní skupina Frankenburg / OÖ

## Školství
- Značková hlavní škola Frankenburg

## Kultura
- Kulturní spolek KULIMU (Kunst /umění/, Literatur, Musik)
- Muzeum kry v kostky

## Osobnosti
- Christoph Strattner († 1625) – hostinský a trhový soudce pro Frankenburg am Hausruck
- Franz Xaver Pausinger (1839–1915) – malíř kraji a živočichů
- Matthäus Bauchinger (1851–1934) – římskokatolický duchovní a politik